# Marian Izaguirre
Marian Izaguirre García (Bilbao, 1951) es una escritora española.

## Biografía
Marian Izaguirre nació en Bilbao en 1951 y en la actualidad reside entre Madrid y Barcelona. En 1991 vio la luz su primera novela, La vida elíptica, con la que obtuvo el Premio Sésamo. Desde entonces ha publicado Para toda la vida (1991), El ópalo y la serpiente (1996), el volumen de cuentos Nadie es la patria, ni siquiera el tiempo (1999), La Bolivia (2003) y La parte de los ángeles (2011). Lumen publicó en 2013 La vida cuando era nuestra, una novela que fue traducida a nueve idiomas y tuvo una espléndida acogida por parte del público de toda Europa. En 2014 publica Los pasos que nos separan y, en 2015, se reedita El león dormido, novela que se publicó por primera vez en 2005 y diez años después fue revisada por la autora. En 2017 se publica Cuando aparecen los hombres.

## Obras
- La vida elíptica (1991)
- Para toda la vida (1991)
- El ópalo y la serpiente (1996)
- Nadie es la patria, ni siquiera el tiempo (1999)
- La Bolivia (2003)
- El león dormido (2005)
- La parte de los ángeles (2011)
- La vida cuando era nuestra (2013)[3]
- Los pasos que nos separan (2014)[4]
- Cuando aparecen los hombres (2017)[5][6]
- Después de muchos inviernos (2019)

## Premios y reconocimientos
- 1990 Premio Sésamo de novela en su 35.ª edición con la novela La vida elíptica.[7]
- 1990 II Premio Ana María Matute
- 1996 Premio Andalucía de Novela.[8]
- 1999 Premio Caja España de libros de cuentos.[8]
- 2003 Premio Salvador García Aguilar.[8]
- 2005 IX Premio de Novela Ciudad de Salamanca con la novela El león dormido.[9]
- 2011 Premio Ateneo-Ciudad de Valladolid.[8]